# Karl Keil (Politiker)
Karl Keil (* 13. August 1861 in Leipzig; † 31. August 1920 in Zwickau) war ein deutscher Politiker.

## Leben und Wirken
Keil studierte an der Universität Leipzig und war fünfeinhalb Jahre Bürgermeister in Markranstädt. Von 1896 bis 1898 gehörte Keil dem Stadtrat von Leipzig an. Ab 1898 bekleidete er als Nachfolger von Lothar Streit das Amt des Oberbürgermeisters der westsächsischen Stadt Zwickau. Auf sein Bitten hin wurde Keil zum 31. März 1919 in den Ruhestand versetzt. Von 1899 bis 1918 war er als 1. Magistratsperson der Stadt Zwickau zudem Mitglied der I. Kammer des Sächsischen Landtags im Königreich Sachsen.  Keil war Vorstandsmitglied im Kunstverein Zwickau und stand dem Zwickauer Ehrenausschuss vor.
Von der Stadt Zwickau wurde er zum 20-jährigen Dienstjubiläum 1919 zum Ehrenbürger ernannt. In der Stadt erinnert die Karl-Keil-Straße, vorher: Zwickauer Straße, an ihn (Erstnennung des neuen Namens: 1922).
Seine Urne wurde im Schmidt-Sohlmannschen Erbbegräbnis auf dem Neuen Johannisfriedhof in Leipzig beigesetzt.